# Marien rijk Tropische Atlantische Oceaan
Het Marien rijk Tropische Atlantische Oceaan (Engels: Tropical Atlantic) is een biogeografisch rijk en ligt in in het centrale deel van de Atlantische Oceaan voor de westkust van Afrika, de oostkust van Midden-Amerika, de noordoostkust van Zuid-Amerika en de zuidoostkust van Noord-Amerika. Het marien rijk is vastgesteld door het World Wide Fund for Nature en The Nature Conservancy.
Naar het noorden ligt het marien rijk Gematigde Noordelijke Atlantische Oceaan, in het zuidoosten aan het marien rijk Gematigd Zuidelijk Afrika en in het zuiden aan het marien rijk Gematigd Zuid-Amerika.

## Biogeografie
Het gebied kent zeeleven dat houdt van tropische temperaturen.

## Mariene ecoregio's
Deze mariene provincie bestaat uit 6 mariene provincies:
- Mariene provincie Tropische Noordwestelijke Atlantische Oceaan (12)
- Mariene provincie Noordelijk Braziliaans Plat (13)
- Mariene provincie Tropische Zuidwestelijke Atlantische Oceaan (14)
- Mariene provincie Sint-Helena en Ascension (15)
- Mariene provincie West-Afrikaanse Transitie (16)
- Mariene provincie Golf van Guinee (17)